# Larry Sengstock
Lawrence James Sengstock, detto Larry (Maryborough, 4 marzo 1960), è un ex cestista e dirigente sportivo australiano.

## Carriera
Con l'Australia ha disputato quattro edizioni dei Giochi olimpici (1980, 1984, 1988, 1992) e quattro dei Campionati del mondo (1978, 1982, 1986, 1990).